# Oddział II Sztabu Generalnego Wojska Polskiego
Oddział II Sztabu Generalnego Wojska Polskiego – komórka organizacyjna Sztabu Generalnego WP (od 1928 r. Sztabu Głównego WP) zajmująca się wywiadem, w tym radiowywiadem / radiokontrwywiadem, kontrwywiadem, dywersją pozafrontową, kryptologią, studiami obcych sił zbrojnych i sprawami zagranicznymi Wojska Polskiego (ataszaty wojskowe RP) w latach 1918–1945.

## Początki wywiadu i kontrwywiadu w II RP
Wraz z powołaniem Sztabu Generalnego Wojska Polskiego pod dowództwem gen. Tadeusza Rozwadowskiego utworzono pierwsze, działające bezpośrednio przy nim, komórki organizacyjne wywiadu i kontrwywiadu wojskowego. Polski wywiad i kontrwywiad wojskowy rozpoczął swą działalność w połowie października 1918 roku jako Wydział Informacyjny Sztabu Generalnego. Od połowy października 1918 do zadań wydziału informacyjnego, kierowanego przez mjr. Mieczysława Mackiewicza, należała – Służba Wywiadowcza oraz Ofensywna i defensywna. Trzecim zasadniczym elementem organizacyjnym była Sekcja Studiów (ewidencji), a czwartym Szyfry. Nazwa defensywa, odnosząca się do kontrwywiadu, była powszechnie stosowana do zakończenia wojny polsko-bolszewickiej.
Częste zmiany struktur organizacyjnych Sztabu Generalnego były spowodowane w dużym stopniu wydarzeniami politycznymi. W ramach Wydziału Informacyjnego tworzono pośpiesznie sieci placówek służby wywiadowczej i defensywnej, czyli kontrwywiadowczej, mających dostarczyć dowództwu potrzebnych informacji.

### Pierwsze struktury
W skład Wydziału Informacyjnego wchodziło siedem sekcji:
- Sekcja I – rozpoznanie
- Sekcja II
  - IIa (Wschód) – wywiad ofensywny na terytorium Rosji, Litwy, Białorusi, Ukrainy i Galicji
  - IIb (Zachód) – wywiad ofensywny na terytorium: Austrii, Niemiec, Francji i Wielkiej Brytanii
- Sekcja III – rozpoznanie wywiadowcze za granicą: (kierunki – Wschodni/Zachodni)
- Sekcja IV – przygotowanie biuletynu z działań frontowych
- Sekcja V – przekazywanie władzom określonych informacji uzyskanych w działaniach ofensywnych (wywiadu) i defensywnych (kontrwywiadu)
- Sekcja VI – kontakty z attaché wojskowymi z Berlina, Wiednia, Budapesztu, Moskwy oraz Kijowa
- Sekcja VII – szyfry

## Rozbudowa Służb Specjalnych II RP
W następnych miesiącach trwała intensywna rozbudowa struktur informacyjno-wywiadowczych. Wkrótce przekształcono Wydział Informacyjny w Oddział II Sztabu Generalnego Naczelnego Dowództwa Wojska Polskiego.
Duży wkład w zwycięstwo w wojnie polsko-bolszewickiej przypadł wywiadowi. Podczas trwania konfliktu bezpośrednim rozpracowaniem nieprzyjaciela zajmowała się wydzielona komórka w postaci Biura Wywiadowczego, składająca się z sześciu wydziałów.

### Struktura Biura Wywiadowczego
Wydziały:
- I – Organizacyjny
- II – Ofensywny „A”
- III – Ofensywny „B”
- IV – Ofensywny „C”
- V – Defensywny
- VI – Propagandy zewnętrznej
- VII – Wewnętrzny

Ciężar działalności wywiadowczej podczas wojny polsko-bolszewickiej spoczął m.in. na Wydziale IV, zajmującym się wywiadem frontowym i dalekim (Syberia, Turcja, Persja, Chiny oraz Japonia), a na Ukrainie, terenie przyfrontowym i w głębi RFSRR działały placówki podporządkowane wydzielonej Komendzie Naczelnej III (KN-III) (dawna KN-3 Polskiej Organizacji Wojskowej.
Po zakończeniu działań wojennych rozpoczął się proces dostosowania struktur wywiadu i kontrwywiadu do warunków pokojowych.

### Struktura Oddziału II SG WP po wojnie polsko-bolszewickiej
W połowie 1921 roku schemat organizacyjny Oddziału II Sztabu Generalnego wyglądał następująco:
- Wydział Organizacyjny
  - Referaty: I – Organizacyjny
  - II – Wyszkolenia
  - III – Personalny
  - IV – Finansowy (od 1923 jako Referat Budżetowy)
  - V – Szyfrów własnych i korespondencji oraz prasy obcej
- Wydział Ewidencyjny
  - Referaty: I – Wschód (ZSRR, Turcja, Iran, Indie, Chiny, Japonia, Ameryka)
  - II – Zachód (Niemcy, Francja, Belgia, Holandia, Szwajcaria, Hiszpania)
  - III – Północ (państwa skandynawskie, państwa bałtyckie, Wielka Brytania)
  - IV – Południe (Austria, Czechosłowacja, Węgry, Bułgaria, Włochy)
  - V – Statystyczny
  - VI – Narodowościowy
    - Podreferat niemiecki
    - Podreferat żydowski
    - Podreferat ukraiński
    - Podreferat białoruski
    - Podreferat litewski
    - Podreferat tatarski
    - Podreferat rosyjski
    - Podreferat czeski
- Wydział Wywiadowczy
  - Referaty: I – Techniki wywiadu – kpt. Tadeusz Puszczyński (1921)
    - Podreferat A1 – wywiadu dywersyjnego
    - Podreferat A2 – wywiadu specjalnego (chemicznego)
    - Podreferat A3 – technicznego zaopatrywania wywiadu
    - Laboratorium Chemiczne
    - Biuro Fotograficzne
    - Biuro Paszportowe (później w Centralnej Agenturze)

  - II – Centralnej Agentury – por. Mieczysław Bratkowski
  - III – Kontrwywiadu – kpt. Julian Grudziński
  - IV – Szyfrów obcych[1]
  - V – Wywiadu radiowego i Techniki podsłuchu – por. Jan Kowalewski
- Adiutantura

## Struktura terenowa
Terenowymi placówkami Oddziału II SG WP były:
- Samodzielne Referaty Informacyjne (SRI) przy Dowództwach Okręgu Korpusu i Dowództwie Floty;
- ekspozytury, odcinki, posterunki i placówki;
- w garnizonach i oddziałach działali oficerowie informacyjni;
- istniały także placówki wywiadowcze przy Korpusie Ochrony Pogranicza.

### Ekspozytury
- Ekspozytura Nr 1 Oddziału II SG WP w Wilnie – wywiad ofensywny przeciw ZSRR, Litwie i Łotwie; od 1933 podlegała dowódcy KOP (Oddziałowi II podlegała nadal w sensie etatowym i budżetowym).
- Ekspozytura Nr 3 Oddziału II SG WP w Bydgoszczy (do 1930 w Poznaniu) prowadziła wywiad ofensywny przeciw Niemcom. Wcześniej posterunki Ekspozytury Nr 3 mieściły się w: Mławie, Grudziądzu, Gdyni, Poznaniu, Białymstoku i Wolnym Mieście Gdańsku.
- Ekspozytura Nr 5 Oddziału II SG WP we Lwowie prowadziła wywiad ofensywny przeciwko ZSRR. Od 1933 podlegała dowódcy KOP (Oddziałowi II podlegała nadal w sensie etatowym i budżetowym).
- Ekspozytura Nr 2 Oddziału II SG WP w Warszawie

W 1929 zlikwidowana. Na jej miejsce powstała nowa Ekspozytura Nr 2 w strukturach organizacyjnych centrali Oddziału II i o innym, specyficznym zakresie działania.
Szefowie ekspozytury:
- mjr szt. gen. Józef Biernacki (1925 – 1928)
- mjr Edmund Charaszkiewicz
- kpt. Jan Żychoń (ok. 1930)

Zastępcy szefa:
- mjr Feliks Ankerstein

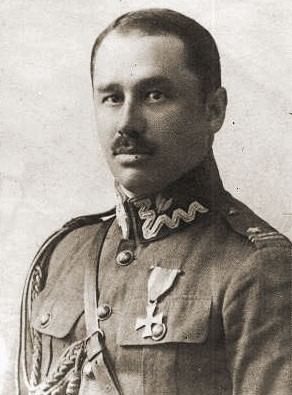
Marian Steifer szef Ekspozytury Nr 3 1924–1927
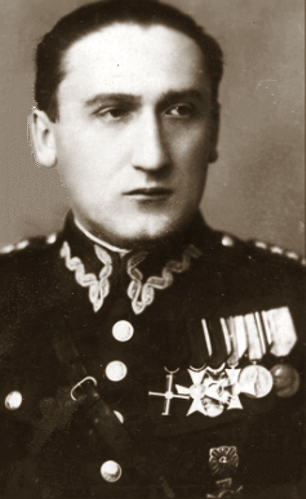
Jan Żychoń kolejno szef Ekspozytur 4, 2 i 3

Ekspozytura Nr 4 Oddziału II SG WP w Katowicach (do 1930 w Krakowie) prowadziła wywiad ofensywny przeciw Niemcom i Czechosłowacji.
Szefowie ekspozytury:

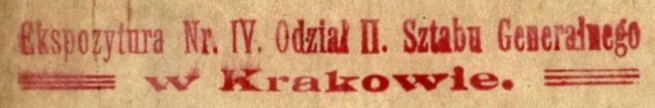
Odcisk pieczęci Ekspozytury Nr IV Oddziału II SG WP

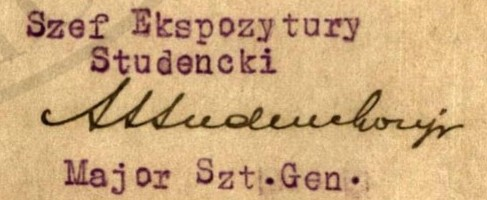
Podpis mjr. SG WP Adama Karola Studenckiego

- kpt. piech. Karol Franciszek Glazur (od 10 IX 1923[2])
- mjr szt. gen. Adam Studencki (1925)
- kpt piech. Jan Żychoń (1927)
- mjr dypl. piech. August Nowosielski (11 VI 1927 – 5 XI 1928)
- kpt. dypl. piech. Ludwik Sadowski (od 5 XI 1928)
- mjr dypl. artylerii Kazimierz Szpądrowski (od 1933 do 22 marca 1939)

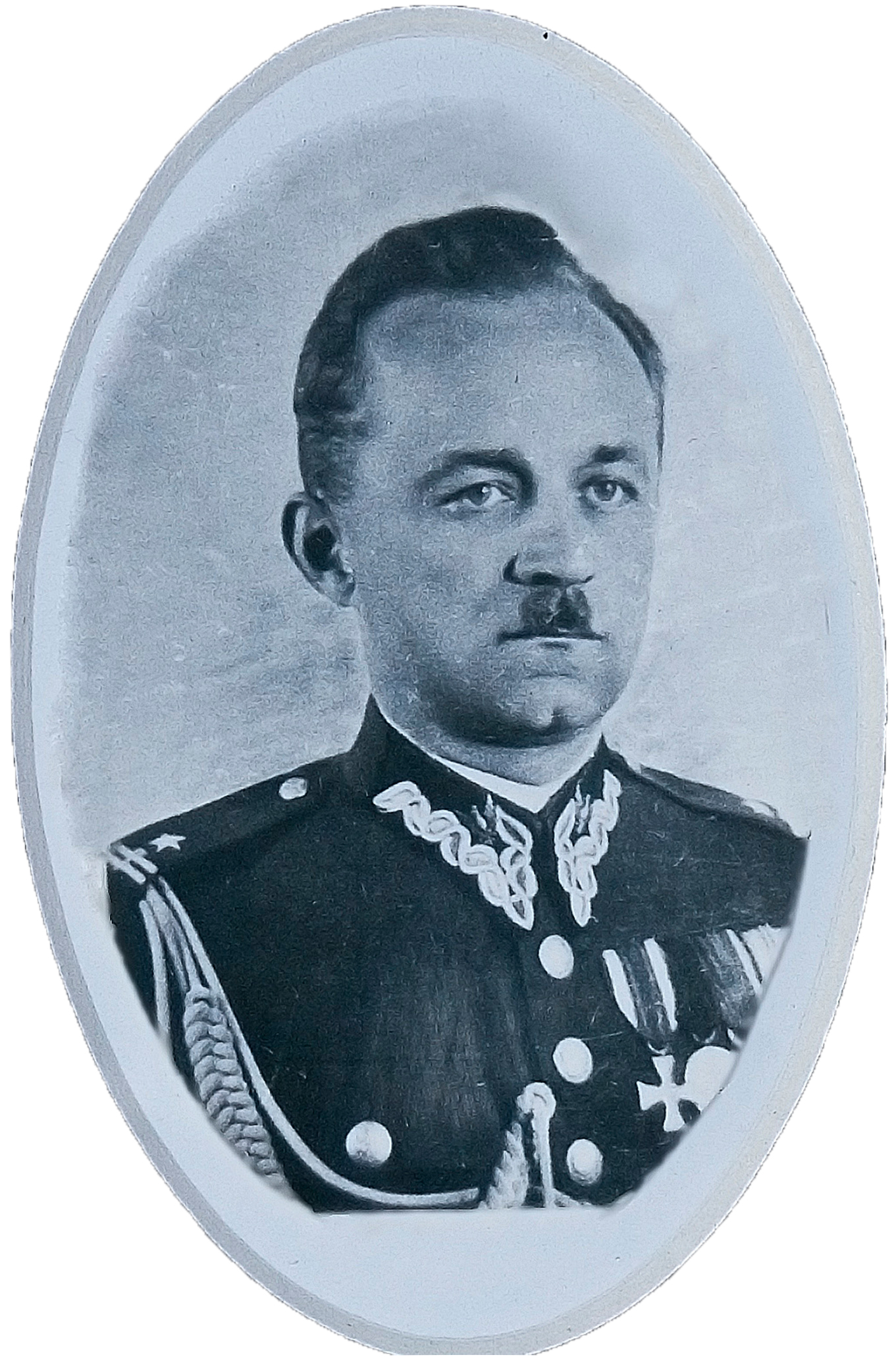
Kazimierz Szpądrowski

- kpt. Stanisław Kuniczak (1939)

Organizacja ekspozytury:
- posterunek oficerski – Cieszyn
- posterunek oficerski – Chorzów
- posterunek oficerski – Nowy Targ

- Ekspozytura Nr 6 Oddziału II SG WP w Brześciu Litewskim (1 czerwca 1926 podporządkowana Ekspozyturze nr 1 w Wilnie) – wywiad ofensywny przeciw ZSRR.

- Ekspozytura Nr 6 Oddziału II SG WP w Łodzi – utworzona tuż przed wojną. Szefem ekspozytury został mjr Witold Langenfeld. Szefowi ekspozytury podlegały dwa posterunki oficerskie: w Ostrowie Wielkopolskim i Częstochowie.

- Ekspozytura Nr 7 Oddziału II SG WP w Wolnym Mieście Gdańsk (znana pod nazwą „BIG” – Biuro Informacji Gdańsk) powstała w 1925 w wyniku zmiany nazwy gdańskiej Ekspozytury Nr 2. Istniała do 1930[3]. Ekspozytura rozpracowywała obszar Pomorza Zachodniego, Prus Wschodnich i Wolnego Miasta Gdańsk[4]

Szefowie ekspozytury:
- mjr Karol Dubicz-Penther
- kpt. Alfred Birkenmayer
- kpt. Jan Żychoń

Początkowo każda ekspozytura miała podobną strukturę organizacyjną:
- szef ekspozytury,
- kancelaria,
- oficer gospodarczy,
- Referat Wywiadowczy.

Organizacja oraz zadania ekspozytur zostały z czasem rozbudowane na mocy rozkazów Oddziału II z 10 kwietnia 1927 czy z 24 czerwca 1929.
W 1930 organizacja ekspozytur Oddziału II wyglądała następująco:
- szef ekspozytury,
- kancelaria,
- Referat Organizacyjny,
- Referat Studiów (Ewidencyjny),
- Referat Kontrwywiadowczy,
- Laboratorium Techniczne.

## Działania Oddziału II SG WP w kierunku wschodnim

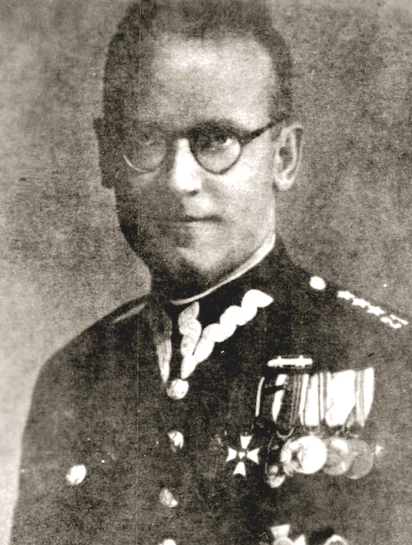
Jerzy Niezbrzycki - kierownik Referatu „Wschód” Oddziału II

Również po wojnie przystąpiono do organizowania „wywiadu ofensywnego” na terytorium państw sąsiadujących z Polską, z którymi istniał konflikt strategiczny i pretensje graniczne. Ponieważ największe zagrożenie dla państwa polskiego nadal występowało ze strony wschodniej, tam też (najczęściej poprzez konsulaty) umiejscowiono placówki referatu „Wschód”, m.in. w Moskwie, Leningradzie, Charkowie, Kijowie i Tyflisie. Były wspierane przez wywiad płytki, organizowany przez Korpus Ochrony Pogranicza, który został utworzony w 1924 roku.
Akcje, tzw. „wypady”, przeprowadzane przez agenturę wywiadu płytkiego (KOP) dokonywane były w pasie przygranicznym Rosji Sowieckiej, pod przykrywką np. najść przemytniczych, napadów bandyckich, a nawet działań partyzanckich.
Wypady rozpoznawcze tego typu przynosiły cenne informacje terenowe, a nawet werbunek agentów lub informatorów. Przykładem jest zwerbowanie dowódcy 28 brygady strzeleckiej Armii Czerwonej, Bolesława Kontryma, Polaka, który wkrótce uciekł do Polski i rozpoczął służbę w Policji Państwowej (Departament Defensywy) (kontrwywiad). Po 1925 roku zlikwidowano część placówek, skupiając się na obserwacji radzieckich jednostek wojskowych i przemysłu zbrojeniowego.
Największą porażką wywiadu polskiego na tym kierunku było przejście na stronę radziecką rezydenta polskiego wywiadu w Moskwie Ignacego Sosnowskiego we wrześniu 1919 roku. Wydał on całą siatkę polskich agentów pod warunkiem by zamiast sądzenia ich w Rosji Radzieckiej zostali wydaleni do Polski. Następnie brał udział w przewerbowywaniu polskich agentów na rzecz radzieckich organów bezpieczeństwa.
W latach dwudziestych warunki pracy polskiego wywiadu na Wschodzie pogarszały się. Rtm. Aleksander Niedziński, jeden z kierowników polskiego wywiadu na Wschód pisał w swym raporcie: „Wywiad nasz na Wschód jest całkowicie opanowany przez kontrwywiad przeciwnika.”. Wszechwładza aparatu represji w ZSRR powodowała, że w raporcie wewnętrznym o działalności Oddziału II na terenie ZSRR ze stycznia 1929 roku czytamy „Wartość placówek albo znikoma, albo nadspodziewanie duży procent kontaktów z GPU. (...) Stan wywiadu na Rosję jest słaby. Nie odpowiada on potrzebom prac operacyjnych. Trudne warunki pracy w Sowietach nie rokują poprawy w czasie najbliższym.”. Kierowani do ZSRR polscy agenci wywodzili się przeważnie ze środowisk ukraińskich lub białoruskich nacjonalistów i wykonywali równocześnie zadania na rzecz kierownictw tych środowisk.
Rozwój siatki polskich palcówek wywiadowczych w ZSRR nastąpił po zawarciu układu polsko – radzieckiego w 1932 roku ale i wtedy była ona w dużym stopniu kontrolowana przez NKWD (w Charkowie kontrola obejmowała np. 90% polskich agentów.

## Działania Oddziału II SG WP, w kierunku zachodnim
Prace przeciwko Niemcom prowadzono równolegle od 1919 r. i nasilano wraz ze wzrostem zagrożenia z ich strony. Referat „Zachód” dysponował na terytorium samych Niemiec około trzydziestoma placówkami.
Na szczególną uwagę zasługuje działalność berlińskiej placówki wywiadowczej „In.3”, kierowanej przez rotmistrza Jerzego Sosnowskiego. Przyjechał on do Berlina wiosną 1926 roku i już po krótkim czasie stał się bywalcem salonów grupujących najbardziej ekskluzywne towarzystwo stolicy Niemiec. Demonstrując swe wrogie nastawienie wobec rządu polskiego i przedstawiając się jako członek ponadnarodowej organizacji do walki z bolszewizmem i zwolennik porozumienia polsko-niemieckiego, Sosnowski bardzo szybko zdobył zaufanie towarzystwa w którym się obracał. Wkrótce Sosnowskiemu udało się zwerbować do pracy z polskim wywiadem 27-letnią Benitę von Falkenhayn, żonę oficera Reichswehry. Następnie, z pomocą Benity, Sosnowskiemu udało się namówić do współpracy Irene von Jena, notabene ciotkę emerytowanego generała, która była w trudnej sytuacji finansowej. Pracowała ona w oddziale budżetowym ministerstwa Reichswehry, gdzie prowadzono ewidencję wydatków związanych z wojskiem. Następnym sukcesem berlińskiej placówki In.3 było zwerbowanie przez Sosnowskiego młodego oficera Abwehry, Gunthera Rudloffa, przy dowództwie III Okręgu Wojskowego w Berlinie. Rudloff przekazał Sosnowskiemu dane personalne kilku agentów Abwehry działających na terenie Polski, a za odpowiednie wynagrodzenie zobowiązał się ochraniać polską siatkę szpiegowską przed Abwehrą. Cała sprawa rotmistrza Jerzego Sosnowskiego zakończyła się jedną z największych afer szpiegowskich w międzywojennej Europie.

### Wywiad głęboki
Wywiad głęboki wspierały ekspozytury wewnętrzne „Nr-3” (w Bydgoszczy) i „Nr-4” (w Katowicach).

Najznaczniejsze sukcesy odniosła ekspozytura bydgoska (nr-3). Kierowana była przez w latach 1924–1927 przez mjra Mariana Steifera, później przez mjra Jana Żychonia. Pod jego patronatem przeprowadzono „Operację Wózek”, polegającą na nielegalnej kontroli korespondencji pomiędzy Berlinem a Prusami Wschodnimi.

### Wywiad radiowy
Przed wybuchem II wojny światowej ważnym źródłem informacji był wywiad radiowy, a to za sprawą kryptologów, którym udało się zdobywać informacje przez złamanie niemieckich szyfrów tworzonych za pomocą Enigmy. Oddział II SG WP tuż przed rozpoczęciem wojny w miejscowości Pyry, przekazał odtworzone jej egzemplarze wywiadowi francuskiemu i wywiadowi brytyjskiemu. Wydarzenie to miało miejsce 25 VII 1939 roku.

### Samodzielny Referat Sytuacyjny „Niemcy”
Samodzielny Referat Sytuacyjny „Niemcy” (Samodzielny Referat Sytuacyjny „N”) został utworzony w kwietniu 1939 roku, w Oddziale II SG WP, jako ogniwo skupiające całość aktualnych informacji o stanie niemieckich sił wojennych, przewidywany był początkowo dopiero na okres wojny.
Referat ten opracowywał codzienne i tygodniowe komunikaty informacyjne dla Generalnego Inspektoratu Sił Zbrojnych, szefa Sztabu Głównego, Ministerstwa Spraw Wojskowych, Ministerstwa Spraw Zagranicznych, dowództwa Marynarki Wojennej, dowództw utworzonych armii i grup operacyjnych oraz na użytek wewnętrzny Oddziału II; plany poszukiwania wiadomości, stosowanie do sytuacji; specjalne referaty tematyczne w związku z bieżącą sytuacją.
Od połowy czerwca 1939 roku, odbywały się w obecności szefa sztabu codzienne odprawy informacyjne, na których kierownik Samodzielnego Referatu Sytuacyjnego „N” referował komunikat wywiadowczy. Wnioski z codziennych sytuacji szef sztabu opracowywał samodzielnie i referował naczelnemu wodzowi.

## Współpraca Oddziału II z KOP
Oddział II korzystał na terenie kraju z pomocy innych państwowych instytucji cywilnych i wojskowych m.in.: Inspektoratu Defensywy Politycznej Policji Państwowej, Ministerstwa Spraw Zagranicznych. Dużą współpracę Oddział II prowadził z formacjami ochrony granic. Na rubieży wschodniej i południowej współdziałał z Korpusem Ochrony Pogranicza, który został powołany do życia w 1924 roku, a od 1928 ze Strażą Graniczną, której podlegała granica zachodnia i północna.
W porozumieniu z Oddziałem II głównym zadaniem organów wywiadowczych KOP na rok 1926 było:
1. Obserwowanie działania wywiadów litewskiego, sowieckiego, niemieckiego, litewskich działaczy nacjonalistycznych, komunistów i przemytników
2. Przenikanie wywiadowcze na teren kowieńskiej Litwy, Rosji i Prus Wschodnich
3. Osłabienie antypolskiej działalności Litwy na terenie Łotwy

## Inne
Wywiad wojskowy wykorzystywany był również w wewnętrznych rozgrywkach politycznych, z dużą szkodą dla Rzeczypospolitej Polskiej. Przed zamachem majowym Józef Piłsudski oskarżał swych przeciwników, iż nakazali jego inwigilację dwójce, to samo robił Ziuk przeciwko oponentom. Takie wydarzenia nasilały się po 1930 roku.
Od 1932 roku rozpoczęto także działania związane z wywiadem gospodarczym, zajmowała się nim pozornie prywatna Polska Agencja Informacji Handlowej (tzw. przykrywka), podlegająca wywiadowi wojskowemu.

## Utrata archiwum we wrześniu 1939
We wrześniu 1939 roku niezmiernie ważne było dla Abwehry przechwycenie dokumentacji II Oddziału Sztabu Głównego Wojska Polskiego. Gdy w marcu 1939 r. Wehrmacht wkraczał do Czech i Moraw, wywiadowi czechosłowackiemu udało się mimo zaskoczenia przerzucić drogą lotniczą swoje dokumenty do Anglii. We wrześniu 1939 admirał Wilhelm Canaris postanowił działać bardziej skutecznie: stworzone zostały kilkunastoosobowe komanda oficerów Abwehry, które wszędzie tam, gdzie były zlokalizowane przez Niemców placówki Oddziału II przydzielone były do wojsk pierwszej linii, w celu odnalezienia i przejęcia wszelkich dokumentów, będących w zainteresowaniu kontrwywiadu Rzeszy Niemieckiej. Na czele głównej grupy stał major Oskar Reile – szef rezydentury Abwehry w Wolnym Mieście Gdańsk – odpowiednika Ekspozytury III Oddziału II SG WP po stronie niemieckiej.
W Bydgoszczy taka grupa błyskawicznie zajęła pomieszczenia III Ekspozytury II Oddziału, kierowanej przez Jana Żychonia. Nie znaleziono tam choćby kartki papieru, nie mówiąc o dokumentach. Jedynie na biurku samego szefa leżała wizytówka Jana Żychonia.
W Warszawie było podobnie. Gdy w dniu kapitulacji stolicy, 28 września, grupa Abwehry wdarła się do siedziby II Oddziału na placu Piłsudskiego, po rozpruciu około stu szaf pancernych znalazła jedynie bezwartościowe jawne materiały niemieckie – księgi adresowe, rozkłady jazdy, książki telefoniczne, wycinki z prasy, niewypełnione druki i kwestionariusze Wehrmachtu.
Jednakże członek grupy specjalnej Abwehry, kpt. Bulang, „podczas dłuższego spaceru” (według relacji Reilego) zawędrował na teren Fortu Legionów przy ul. Zakroczymskiej, gdzie odnalazł m.in. archiwum III Ekspozytury Oddziału II – teczki placówki mjr. Żychonia. Żychoń ewakuował bowiem wprawdzie archiwum ekspozytury z Bydgoszczy do Warszawy, ale nikt ze Sztabu Generalnego II RP nie ewakuował go dalej, ani nie dopilnował zniszczenia dokumentacji.
Odnalezionymi dokumentami zapełniono sześć ciężarówek. Po wstępnej selekcji i analizie przetransportowano archiwalia do odpowiednich placówek analitycznych w Niemczech. Wkrótce też zaczęły się aresztowania wykrytych tą drogą agentów wywiadu polskiego, śledztwa i procesy kończące się z reguły wyrokami śmierci przez ścięcie toporem. Analiza dokumentów pozwoliła też Niemcom ustalić słabe punkty własnego kontrwywiadu, zweryfikować i udoskonalić istniejące procedury, co umożliwiało Abwehrze stosowanie systemów trudniejszych do przeniknięcia dla aliantów.
Szef wywiadu SD, Walter Schellenberg wspominał, że zaraz po powrocie z Warszawy – gdzie był z Hitlerem na defiladzie zwycięstwa, przez dwie doby w Berlinie analizował dokumenty polskiego wywiadu, stwierdzając, że ilość i jakość zdobytych przez II Oddział materiałów, dotyczących zwłaszcza produkcji zbrojeniowej Rzeszy, była zdumiewająca. W konsekwencji natychmiast udał się do Zagłębia Ruhry, by zbadać i usprawnić procedury tajności produkcji wojskowej. Przez prawie dwa miesiące na miejscu Schellenberg modyfikował służby kontrwywiadowcze, rozbudowywał sieć kontrwywiadowczą obejmującą setki fabryk pracujących dla armii. Wykorzystując teczki z Fortu Legionów aresztowano wówczas szesnastu współpracowników wywiadu polskiego, z których jeden, szef produkcji dział w jednej z fabryk, Polak z pochodzenia, zdołał – jak ustalono w toku śledztwa – przekazać do Polski „półtora kufra tajnych dokumentów”. W chwili aresztowania był na spotkaniu z oficerem reprezentującym powstałą już w Warszawie konspirację wojskową (SZP).
Na podstawie archiwaliów II Oddziału szybko zidentyfikowano agentów wywiadu polskiego. Ponad sto osób, usytuowanych w newralgicznych punktach III Rzeszy, stanęło przed niemieckimi sądami wojennymi i zostało straconych przez ścięcie toporem.
Aresztowano i stracono m.in. Paulinę Tyszewską, wieloletnią sekretarkę i kochankę wysokiego stopniem oficera Abwehry w Gdańsku. Dokumenty z Fortu Legionów umożliwiły też Abwehrze ujawnienie, że ich cenny współpracownik, niemiecki celnik, stanowiący ważny punkt utrzymywania łączności z agentami niemieckimi w Polsce, chwalony za sprawność, był w rzeczywistości agentem Oddziału II SG WP.
Archiwalia, o których zniszczeniu zapomniano (?), doprowadziły do zdemaskowania również przez niemiecki kontrwywiad agenta w samej centrali Abwehry w Berlinie, podpułkownika Günthera Rudloffa, którego zwerbował jeszcze major Jerzy Sosnowski. Aresztowany Rudloff popełnił samobójstwo.
Beneficjentem odkrycia w Forcie Legionów okazał się Oscar Reile. Dzięki tym dokumentom został uwolniony z wszelkich zarzutów i podejrzeń o niedbalstwo, powstałych na tle licznych wpadek agentów niemieckich w Polsce, przez niego zwerbowanych – dokumenty wskazały prawdziwe źródła przecieków. Po upadku Francji w czerwcu 1940 roku Reile został mianowany szefem placówki Abwehry w podbitym Paryżu.

## Zagubione archiwa
Wiele interesujących spraw prowadzonych przez Oddział II SG WP, w tym bardzo ważnych operacji, nie ma potwierdzenia archiwalnego. Zachowane i udostępnione materiały nie są kompletne, ponieważ w okresie II wojny światowej akta operacyjne (i nie tylko) Oddziału II Sztabu Głównego Wojska Polskiego znalazły się w rękach niemieckich, a następnie pod koniec wojny najbardziej wartościowe dokumenty zostały przejęte na terenie okupowanych przez Armię Czerwoną Niemiec przez grupy specjalne NKGB i znalazły się w archiwach ZSRR. Związane z tym braki materiałów źródłowych uniemożliwiają odpowiednie przedstawienie wielu spraw.

## Struktura Oddziału II SG w sierpniu 1939 roku
W sierpniu 1939 roku struktura organizacyjna Oddziału II Informacyjnego Sztabu Głównego była następująca:
- Szef Oddziału II
- I zastępca szefa Oddziału
- II zastępca szefa Oddziału
- Wydział Ogólny
  - Referat Organizacyjno-Personalny
  - Referat Wyszkoleniowy
  - Referat Budżetowy
  - Kancelaria
  - Archiwum
- Wydział IIa Wywiadowczy
  - Referat „Wschód”
  - Referat „Zachód”
- Wydział IIb Kontrwywiadowczy
  - Referat Ogólny
  - Referat Kontrwywiadowczy
  - Referat Ochrony
  - Referat Narodowy
  - [Referat Inspekcji]
  - Referat Centralnej Agentury
  - Centralna Kartoteka
- Wydział III Planowania Wywiadu
  - Referat Planowania Wywiadu
  - Referat Planowania Dywersji
  - Referat Planowania Propagandy
- Wydział IV Studiów
  - Samodzielny Referat „Niemcy”
  - Samodzielny Referat „Rosja”
  - Samodzielny Referat Studiów Ogólnych
- Biuro Szyfrów i Radiowywiadu
  - Referat B.S.1
  - Referat B.S.2
  - Referat B.S.3
  - Referat B.S.4
- Samodzielny Referat Ogólny
- Samodzielny Referat Techniczny (Instytut Techniczny)
- Samodzielny Referat Sytuacyjny „Niemcy”

## Kadra Oddziału II
Szefowie Oddziału II Sztabu Generalnego Naczelnego Dowództwa, Sztabu Generalnego (od 1928 Głównego), w latach 1920–1939 oraz Oddziału II Sztabu Naczelnego Wodza w latach 1939–1945.
- ppłk p.d. szt.gen. (piech.) Ignacy Matuszewski (VII 1920 – 28 VII 1923 → rezerwa oficerów sztabowych DOK I)
- płk p.d. szt.gen. (piech.) Michał Bajer (28 VII 1923 – V 1926 → dyspozycja szefa SG WP)
- płk szt.gen. (piech.) Jerzy Ferek-Błeszyński (p.o. V – XI 1926)
- ppłk dypl. art. Tadeusz Schaetzel (XI 1926 – I 1929)
- ppłk dypl. piech. Tadeusz Pełczyński (I 1929 – II 1932 → dowódca 5 pp Leg.)
- płk dypl. piech. Teodor Furgalski (II 1932 – 1934)
- płk dypl. art. inż. Jerzy Englisch (1934 – X 1935 → I oficer sztabu inspektora armii gen. dyw. Tadeusza Piskora)
- płk dypl. piech. Tadeusz Pełczyński (X 1935 – I 1939)
- płk dypl. kaw. Józef Smoleński (II – IX 1939)
- płk dypl. piech Tadeusz Adam Wasilewski (XI 1939 – VI 1940)
- płk dypl. kaw. Leon Mitkiewicz-Żołłtek (VII 1940 – XII 1941)
- ppłk / płk dypl. piech. Stanisław Gano (XII 1941 – 1945)

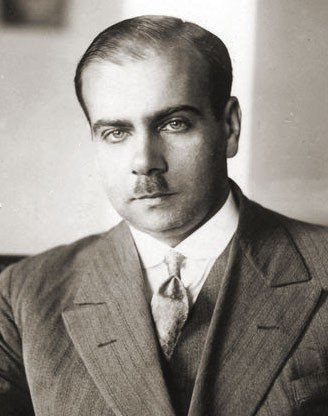
Ignacy Matuszewski
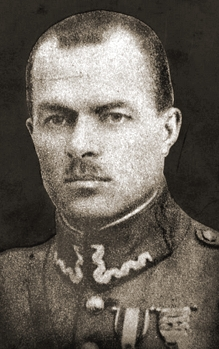
Michał Bajer
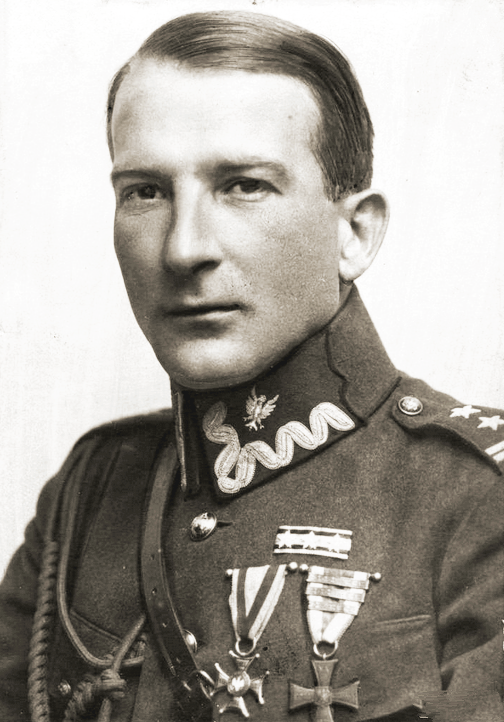
Jerzy Ferek-Błeszyński
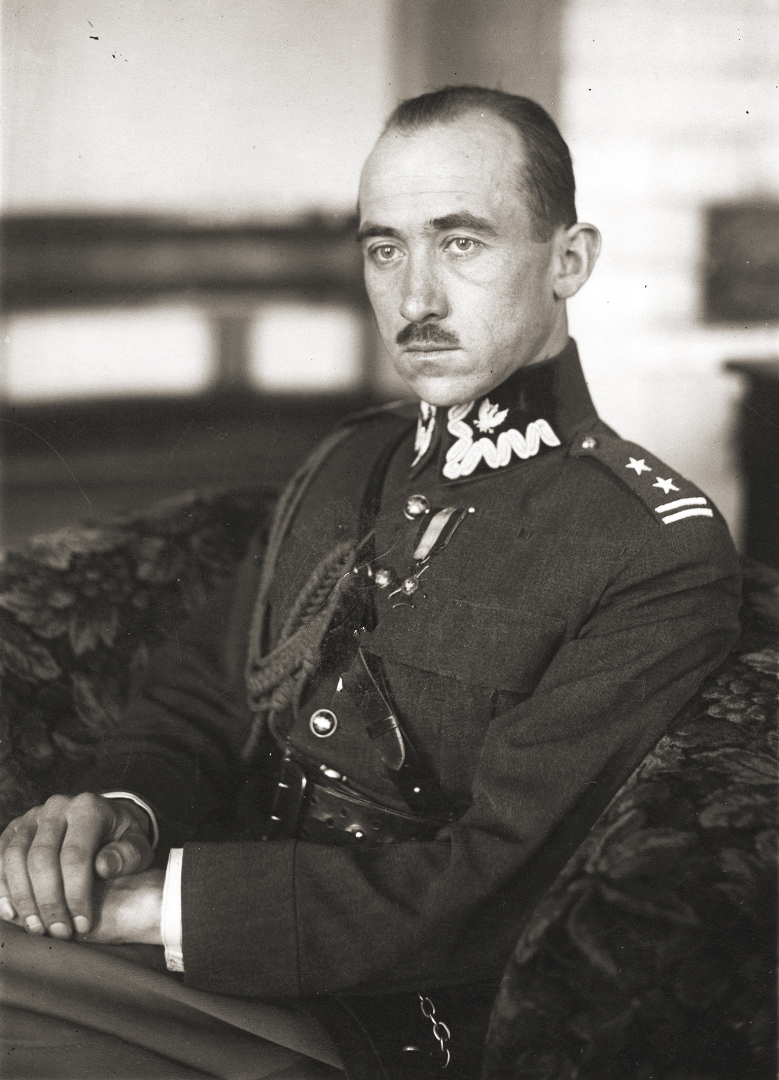
Tadeusz Schaetzel
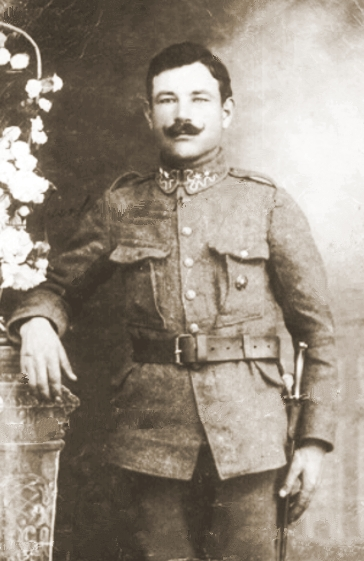
Teodor Furgalski
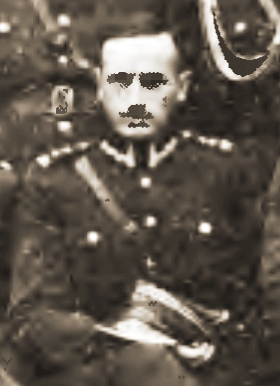
Jerzy Englisch
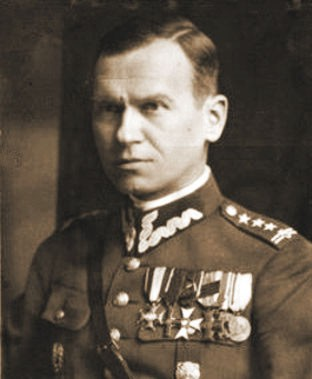
Tadeusz Pełczyński
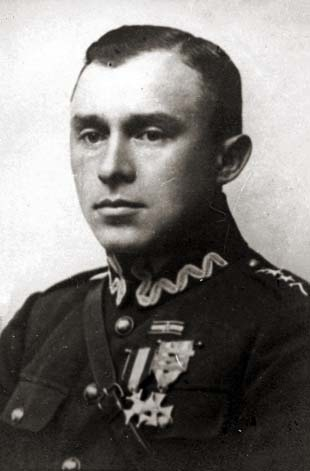
Józef Smoleński
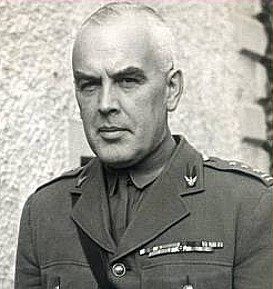
Leon Mitkiewicz-Żołłtek
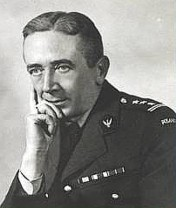
Stanisław Gano

I zastępcy szefa oddziału
- płk dypl. piech. Józef Englicht (1939[8])

II zastępcy szefa oddziału
- płk dypl. piech. Jan Ciastoń[a] (1939[8])